# Championnat d'Australie de snooker
Le championnat d'Australie est un tournoi de snooker créé en 1963 et disparu en 1988 ouvert uniquement aux joueurs professionnels australiens.

## Histoire
Entre 1963 et 1974, le tournoi se déroule sous la forme d'un challenge et est dominé par Eddie Charlton qui s'impose à 8 reprises. C'est devenu ensuite un tournoi à élimination directe en 1975. Sponsorisé à partir de 1984 par la WPBSA, elle y met un terme en 1988. Charlton remporte au total 13 éditions.

## Palmarès
| Année                                | Lieu                                 | Vainqueur                            | Finaliste                            | Score                                | Saison                               |
| Championnat d'Australie (non classé) | Championnat d'Australie (non classé) | Championnat d'Australie (non classé) | Championnat d'Australie (non classé) | Championnat d'Australie (non classé) | Championnat d'Australie (non classé) |
| ------------------------------------ | ------------------------------------ | ------------------------------------ | ------------------------------------ | ------------------------------------ | ------------------------------------ |
| 1963                                 | Bankstown                            | Warren Simpson                       | Newton Gaham                         | 5-3                                  | 1963-1964                            |
| 1964                                 | Sydney                               | Eddie Charlton                       | Warren Simpson                       | Tournoi toutes rondes                | 1964-1965                            |
| 1965                                 | Sydney                               | Norman Squire                        | Eddie Charlton                       | Tournoi toutes rondes                | 1965-1966                            |
| 1966                                 | Sydney                               | Eddie Charlton (2)                   | Warren Simpson                       | 7–4                                  | 1966-1967                            |
| 1967                                 | Sydney                               | Eddie Charlton (3)                   | Warren Simpson                       | 7–1                                  | 1967-1968                            |
| 1968                                 | Sydney                               | Warren Simpson (2)                   | Eddie Charlton                       | 11–10                                | 1968-1969                            |
| 1969                                 | Sydney                               | Warren Simpson (3)                   | Eddie Charlton                       | 8–3                                  | 1969-1970                            |
| 1970                                 | Sydney                               | Eddie Charlton (4)                   | Norman Squire                        | Tournoi toutes rondes                | 1970-1971                            |
| 1971                                 | Sydney                               | Eddie Charlton (5)                   | Warren Simpson                       | 15–7                                 | 1971-1972                            |
| 1972                                 | Sydney                               | Eddie Charlton (6)                   | Gary Owen                            | 19–10                                | 1972-1973                            |
| 1973                                 | Wagga Wagga                          | Eddie Charlton (7)                   | Gary Owen                            | 31–10                                | 1973-1974                            |
| 1974                                 | Wagga Wagga                          | Eddie Charlton (8)                   | Warren Simpson                       | 44–17                                | 1974-1975                            |
| 1975                                 | Wagga Wagga                          | Eddie Charlton (9)                   | Dennis Wheelwright                   | 31–10                                | 1975-1976                            |
| 1976                                 | Melbourne                            | Eddie Charlton (10)                  | Paddy Morgan                         | Forfait                              | 1976-1977                            |
| 1977                                 | Melbourne                            | Eddie Charlton (11)                  | Paddy Morgan                         | 25–21                                | 1977-1978                            |
| 1978                                 | Grafton                              | Eddie Charlton (12)                  | Ian Anderson                         | 29–13                                | 1978-1979                            |
| 1984                                 | Dubbo                                | Eddie Charlton (13)                  | Warren King                          | 10–3                                 | 1984-1985                            |
| 1985                                 | Sydney                               | John Campbell                        | Eddie Charlton                       | 10–7                                 | 1985-1986                            |
| 1986                                 | Wollongong                           | Warren King                          | John Campbell                        | 10–3                                 | 1986-1987                            |
| 1987                                 | Sydney                               | Warren King (2)                      | Eddie Charlton                       | 10–7                                 | 1987-1988                            |
| 1988                                 | Sydney                               | John Campbell (2)                    | Robby Foldvari                       | 9–7                                  | 1988-1989                            |